# Верхневажская возвышенность
Верхневажская возвышенность — возвышенность, расположенная на севере Вологодской области и юге Архангельской области. Название связано с верховьями реки Вага, на которой стоит старинное село Верховажье. 
Возвышенность расположена на юге Онего-Двинского плато. Охватывает территории Вельского и Коношского районов Архангельской области и Верховажского, Тотемского и Вожегодского районов Вологодской области.
Максимальные высоты — 200—250 м.
По возвышенности проходит водораздел бассейнов рек Онега и Северная Двина. На отрогах Верхневажской возвышенности кроме Ваги берут начало реки: Кулой, Тавреньга, Вожега, Пежма, Сить, Ёмба и другие.